# Konczert
A 'Konczert' a Műszaki egyetem "E" épületében és a Vigadóban felvett koncertekből összeállított nagylemez. Koncz Zsuzsa koncertlemezeinek sorában ez az első. Itt már nem a Fonográf, hanem alkalmi koncertzenekar kíséri az énekesnőt: a tagok között ott van Móricz Mihály, Németh Oszkár és a KFT együttes két tagja: Bornai Tibor és II. Lengyelfi Miklós is.

## Az album dalai
1. Ki mondta (Szörényi Levente – Bródy János) 4:02
2. A város (Bródy János) 3:15
3. Jelbeszéd (Illés Lajos – Bródy János) 2:50
4. A város fölött (Szörényi Levente – Bródy János) 3:32
5. A Kárpáthyék lánya (Szörényi Szabolcs – Bródy János) 4:47
6. Mama, kérlek (Bródy János) 4:20
7. Vörös Rébék (Szörényi Levente – Arany János) 6:30
8. Előszó – részletek (Tolcsvay László – Karinthy Frigyes) 3:28
9. Őszinte bohóc (Tolcsvay László – Bródy János) 4:32
10. Különvonatok (Tolcsvay László – Bródy János) 4:38
11. Ha én rózsa volnék (Bródy János) 3:30
12. Miért hagytuk, hogy így legyen (Illés Lajos – Bródy János) 2:52

## Külső hivatkozások
- Információk Koncz Zsuzsa honlapján